# Archieparchia Tiruvalla
Archieparchia Tiruvalla (łac. Archieparchia Tiruvallensis) – archidiecezja Kościoła katolickiego obrządku syromalankarskiego w Indiach z siedzibą w mieście Tiruvalla  w dystrykcie Pathanamthitta w stanie Kerala.  
Oprócz Pathanamthitty diecezja obejmuje katolików obrządku syromalankarskiego w dystrykcie Idukki.
Od 26 marca 2007 r. urząd ordynariusza sprawuje arcybiskup Thomas Koorilos Chakkalapadickal. 

## Historia
Eparchia Tiruvalla została erygowana jako sufragania archieparchii Trivandrum 11 czerwca 1932 r. konstytucją apostolską Christo pastorum Principi papieża Piusa XI.
28 października 1978 r. z terytorium eparchii Tiruvalla wydzielono eparchię Battery, zaś 15 stycznia 2003 – eparchię Muvattupuzha. 15 maja 2006 r. eparchia Tiruvallazostała podniesiona do godności archieparchii.

## Biskupi

### Biskupi Tiruvalli
- Teofilo Giacomo Abramo Kalapurakal (1932–1950)
- Severios Giuseppe Valakuzhyil (1950-1955)
- Athanasios Cheriyan Polachirakal (1955-1977)
- Isaac Youhanon Koottaplakil (1978–1987)
- Geevarghese Timotheos Chundevalel (1988–2003)
- Baselios Cleemis Thottunkal (11 września 2003-15 maja 2006)

### Arcybiskupi Tiruvalli
- Baselios Cleemis Thottunkal (15 maja 2006-10 lutego 2007) (potem arcybiskup większy Trivandrum)
- Thomas Koorilos Chakkalapadickal (od 26 marca 2007 r.)